# Plaza San Francisco (Perú)
La Plaza San Francisco es una plaza pública ubicada en el centro histórico de Cusco, Perú. En ella se encuentra la Iglesia de San Francisco, el edificio del Colegio Ciencias y el Arco de Santa Clara.

## Historia
La plaza formó parte de Huacaypata, la antigua plaza inca. Con la llegada de los españoles, se construyeron los edificios que la separan de la Plaza de Armas y de la entonces denominada Plaza de Tlanguis que ocupaba el espacio de la actual plaza Regocijo, la plazoleta Espinar y el solar que hoy ocupa el edificio del antiguo Hotel de Turistas del Cusco y donde primero se levantó la Casa de Moneda del Cusco.
Durante la época colonial, el Virrey Francisco de Toledo ordenó en 1572 durante la visita que general que hizo a todo el territorio del virreinato, que se construyera en el lado sur occidental de esta plaza la Iglesia de San Francisco a cargo de los frailes franciscanos quienes ya estaban asentados en este espacio desde el año 1549. Desde entonces, tanto por su ubicación como su extensión, se convirtió en el segundo espacio público más importante de la ciudad luego de la Plaza de Armas.
En los años 1970, debido a su cercanía al Mercado de San Pedro y a la estación San Pedro del Ferrocarril del Sur que hace la ruta a Machu Picchu y a la provincia de La Convención, la plaza se convirtió en el punto de llegada y salida de vehículos a los pueblos de cercanías. Como consecuencia de estos factores se convirtió en un punto de comercio informal y sufrió un deterioro tanto físico como social. En los años 1990, durante la gestión como alcalde de Daniel Estrada Pérez se hizo un trabajo de recuperación de la plaza con la construcción de una pileta y el traslado del Monumento a los Libertadores. En el año 2016 se estableció, en sus jardines, el Jardín botánico de flora nativa del Cusco con diversas plantas de la zona.

## Entorno
Los dos edificios principales de la plaza se encuentran en el lado sur de la misma. Hacia el occidente y compartiendo con la Calle Tordo se levanta la Iglesia de San Francisco que actualmente sigue en funcionamiento y alberga, además, un convento y un museo y también al Colegio San Francisco. A su costado y hacia el oriente, se levanta el edificio del Colegio Ciencias sobre una terraza elevada. Al costado del colegio, en plena calle Santa Clara se levanta el Arco de Santa Clara cuya edificación fue ordenada por el mariscal Agustín Gamarra, Presidente del Perú.
En el lado occidental de la plaza, entre las calles Tordo y Granada se levanta una casona que aloja a SEDA Cusco, la empresa de saneamiento de la ciudad. Esta casona está rodeada, hacia su lado sur, de un solar que aloja negocios turísticos y se destaca por su balcón de cajón. Hacia el lado norte, en la esquina con la calle Granada, se levanta la Casa de Clorinda Matto de Turner que actualmente oloja la Gerencia Departamental Cusco de EsSalud y su Centro del Adulto Mayor.
El lado norte corresponde a la extensión de la calle Granada siguiendo el trazo de la Calle Mesón de la Estrella y que luego se convertirá en la calle Teatro. En esta lado destacan sucesivas casonas republicanas de cimientos de piedra, paredes de adobe revestidas de estuco y pintadas en colores blanco o crema y puertas de color azul o verde. Estas alojan restaurantes y hoteles. Finalmente, el lado este de la plaza está ocupado por casonas republicanas que alojan restaurantes así como patios con venta informal de comida y souvenires.